# Vekunta diluta
Vekunta diluta är en insektsart som beskrevs av Yang och Wu 1993. Vekunta diluta ingår i släktet Vekunta och familjen Derbidae. Inga underarter finns listade i Catalogue of Life.